# Estación de Manises (Renfe)
La estación de Manises fue una estación pasante de la línea Valencia-Liria de ancho ibérico, situada en la intersección de las calles de Nocedal y de Murillo. 
Fue estación de la primitiva línea C-4 de Cercanías Valencia desde 1889, fecha en la que se inauguró la línea. En la actualidad no dispone de ningún servicio desde el año 2005 ya que el edificio se sustituyó por otro más moderno y en subterráneo en vista a la llegada del metro a la ciudad.
Actualmente Metrovalencia utiliza la estación subterránea para dar servicio a las líneas 3, 5 y 9.

## Distribución de las vías
| Vía | Trenes y destinos                                                                           |
| --- | ------------------------------------------------------------------------------------------- |
| 1   | Valencia-Norte (Desmantelada 2005) Líria (1889-1984) Ribarroja de Turia (Desmantelada 2005) |
| 2   | Valencia-Norte (Desmantelada 2005) Líria (1889-1984) Ribarroja de Turia (Desmantelada 2005) |

## Líneas y conexiones
| Periodo   | origen/destino | < estación      | línea          | estación >         | origen/destino     |
| --------- | -------------- | --------------- | -------------- | ------------------ | ------------------ |
| 1889-1984 | Valencia-Norte | Quart de Poblet | Valencia-Líria | Aeródromo          | Líria              |
| 1985-2005 | Valencia-Norte | Quart de Poblet |                | Manises-Aeropuerto | Ribarroja de Turia |

## Otros medios de transporte que atienden la estación de Manises y sus alrededores

### MetroValencia
FGV tiene en funcionamiento desde el año 2007 las líneas   y  de MetroValencia en la localidad de Manises aprovechado la traza de la antigua línea Valencia-Líria. La estación de metro Manises se encuentra justo en frente del edificio de la antigua estación de Cercanías, de cara a los antiguos andenes y vías.
| << cabecera          | < estación      | Línea | estación > | cabecera >>        |
| -------------------- | --------------- | ----- | ---------- | ------------------ |
| Rafelbunyol          | Salt de l’Aigua |       | Rosas      | Aeroport           |
| Marítim-Serrería     | Salt de l’Aigua |       | Rosas      | Aeroport           |
| Alboraya-Peris Aragó | Salt de l’Aigua |       | Rosas      | Riba-roja de Túria |